# Rio Itapanhaú
O Rio Itapanhaú é um rio brasileiro do estado de São Paulo.
O Rio Itapanhaú nasce próximo da rodovia não asfaltada SP-92 que liga Biritiba-Mirim a localidade de apelidada de Estrada de Casa Grande, ainda dentro da cidade de Biritiba-Mirim, e segue em direção ao Sudoeste, cruzando abaixo da rodovia SP-98 (mais conhecida como Rod. Mogi-Bertioga), pouco antes do seu Km 85 em uma tangente de média baixa velocidade, sendo possível avista-lo .
Continuando seu trajeto, o rio tem alguns pontos de paralela com a SP-98, antes de seguir um trecho repleto de dezenas de curvas, sua parte final cruza por trás de toda a cidade de Bertioga já no litoral norte Paulista, onde deságua se tornando o Canal de Bertioga próximo ao Oceano Atlântico nas coordenadas 23°51'27.8"S 46°09'19.9"W .
O Itapanhaú é formado pelos rios Sertãozinho e Guacá, no alto da Serra do Mar e os rios Itatinga e Jaguareguava abaixo da Serra do Mar. Ao longo do caminho recebe água de outros oito pequenos rios, como os maiores; Rio Banana e córrego Guaxinduva. E os menores Rio João Pereira, da Praia ou Drenagem, Carambiú, Ribeirão das Furnas, córrego Pelaes ou Fazenda e o córrego Canhambura, que somadas dão em 261,5km².
Sua vazão é de 20 mil litros de água por segundo, e sua água é considerada de boa qualidade pela Companhia Ambiental do Estado de São Paulo (CETESB) E é considerado propício para pesca de arremesso  .
A sua extensão é de aproximadamente 40 km por dentro da Serra do Mar, sendo o rio mais extenso do litoral Paulista, que conta com uma bacia hidrográfica de 475,5km² .  